# Marcello Paolieri
Marcello Paolieri (né le 13 octobre 1925 à Quarrata en Toscane,) est un coureur cycliste italien. Professionnel de 1948 à 1952, il a remporté une étape du Tour de Sicile en 1950. Il a également participé à trois reprises au Tour d'Italie.

## Palmarès et résultats

### Palmarès par année
- 1947
  - Florence-Viareggio
- 1949
  - 2e de Sassari-Cagliari
- 1950
  - 2e étape du Tour de Sicile

### Résultats sur le Tour d’Italie
3 participations
- 1948 : abandon
- 1949 : 47e
- 1950 : abandon